# Costantino (console 457)
Flavio Costantino (latino: Flavius Constantinus; Laodicea al Lico, ... – ...; fl. 447-459) fu un politico dell'Impero romano d'Oriente, prefetto del pretorio d'Oriente per ben tre volte.

## Biografia

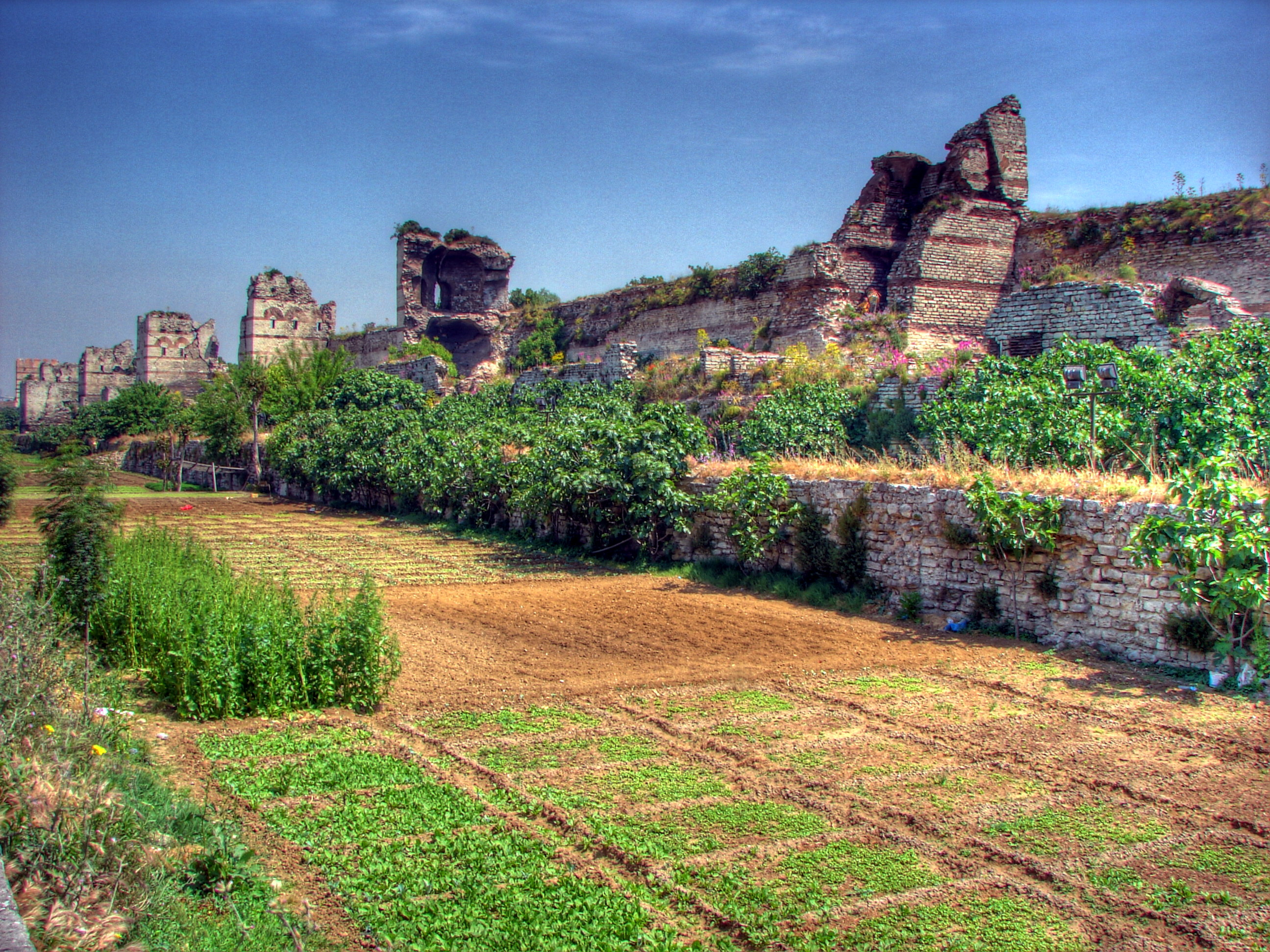
Le mura di Costantinopoli, danneggiate da un terremoto nel gennaio 447 e restaurate da Costantino in sessanta giorni, in previsione dell'arrivo degli Unni.

Fu prefetto del pretorio d'Oriente una prima volta intorno al 447, quando organizzò il restauro delle mura di Costantinopoli danneggiate da un terremoto in gennaio. Poiché gli Unni di Attila si stavano muovendo contro Costantinopoli, Costantino mobilitò le fazioni dell'ippodromo di Costantinopoli raccogliendo 16.000 lavoratori: i Blu lavorarono al tratto di mura dalla porta di Blachernae a quella di Myriandrion, i Verdi da lì al Mar di Marmara; in sessanta giorni, entro la fine di marzo, le mura furono restaurate e il fossato ripulito. Un'iscrizione biligue fu eretta per celebrare l'impresa. Teodoreto di Cirro gli inviò una lettera con la richiesta di alleviare il carico fiscale per la città di Cirro. Lasciata la carica, ricevette altre lettere di Teodoreto; nel 451, partecipò ad alcune sessioni del concilio di Calcedonia. Nel 456 fu nuovamente prefetto.
Console prior nel 457 assieme a Flavio Rufo (entrambi in Oriente), fu prefetto del pretorio per l'Oriente per la terza volta nel 459. Fu nominato patricius dopo il 457.
Nel 464/465 fu inviato come ambasciatore presso il sovrano sasanide Peroz I. Attese a Edessa, poi fu ricevuto alla corte di Peroz. I Persiani avevano molte lamentele, e chiesero ai Romani un contributo finanziario per la difesa dei Cancelli del Caspio, ma i Romani lo negarono e Costantino fu rimandato indietro con un nulla di fatto.
La sua città natale, Laodicea al Lico, lo ringraziò dei favori che le concesse erigendogli una statua.